# Maratón
Una o un maratón es una carrera de larga distancia  que consiste en recorrer una distancia de 42 195 m (42,195 km). Forma parte del programa de atletismo en los Juegos Olímpicos desde Atenas 1896, en la categoría masculina, y desde Los Ángeles 1984, en la categoría femenina. En las Olimpiadas de 1908 fue cambiada la distancia de los 40 km a 42.195 m, ya que la Reina de Inglaterra quería que pasara frente al Palacio Real. 
Su origen se encuentra basado en la historia sobre el soldado griego Filípides, quien en el año 490 a. C. murió de fatiga tras haber corrido 40 km desde Maratón hasta Atenas para anunciar la victoria sobre el ejército persa. En realidad, Filípides recorrió el camino desde Atenas hasta Esparta para pedir refuerzos, lo que serían unos 213 kilómetros. 
El keniata Kelvin Kiptum posee la mejor marca de maratón masculina de todos los tiempos registrada (2:00:35), obtenida en Chicago el 8 de octubre de 2023; y la también keniata Ruth Chepngetich es poseedora de la mejor marca femenina registrada (2:09:56), conseguida en Chicago el 13 de octubre de 2024.

## Orígenes: la batalla de Maratón

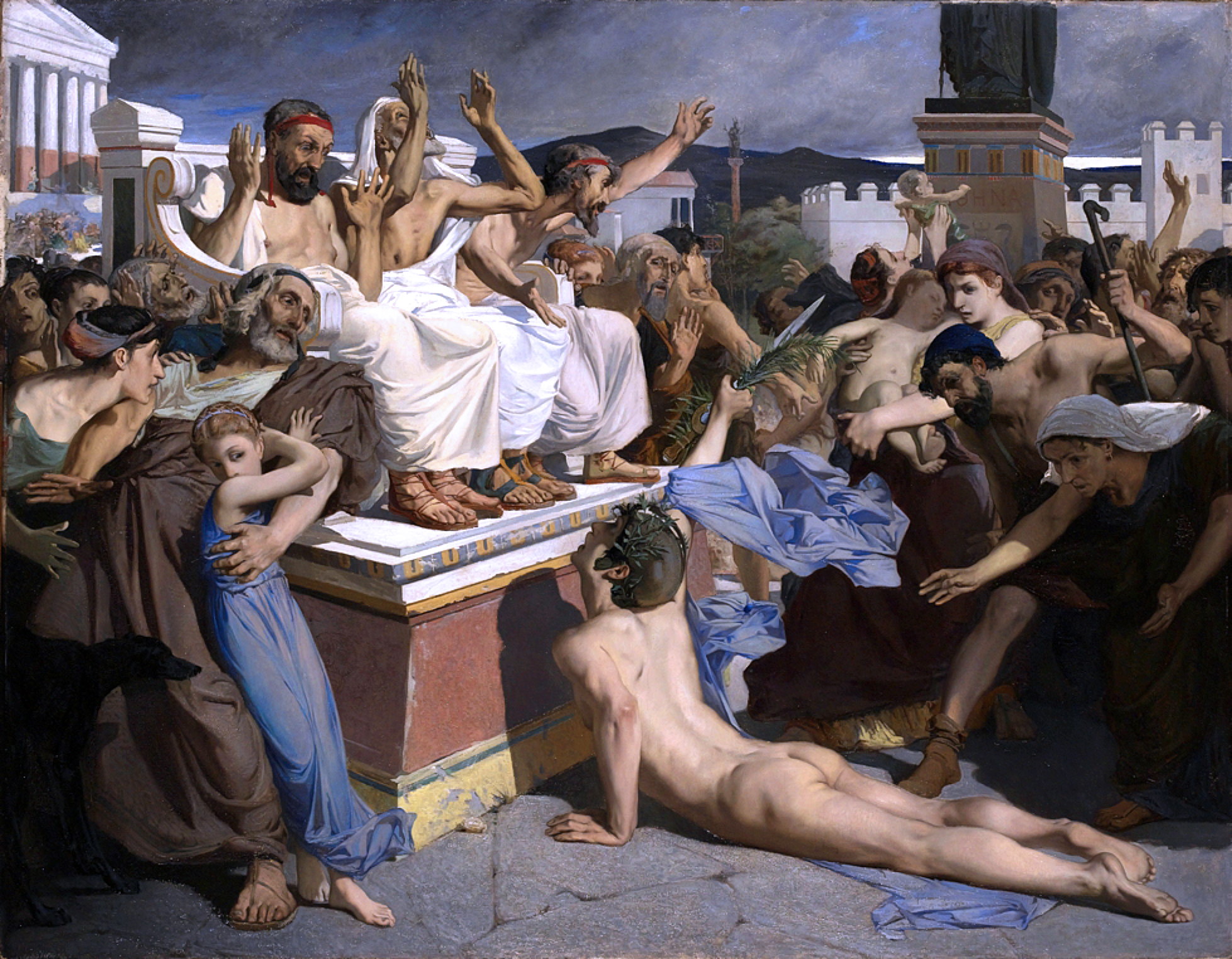
Pintura de Filípides llegando a Atenas, por Luc-Olivier Merson (1869)

La carrera se inspiró en relatos de la batalla de Maratón, que tuvo lugar en 490 a. C., en la que los griegos derrotaron a los persas. Heródoto habla de la hazaña de Fidípides, que recorrió más de 40 kilómetros para avisar a los espartanos del desembarco persa en Maratón. Plutarco, en cambio, afirma que un heraldo llamado Tersipo o Eucles fue enviado de Maratón a Atenas para avisar de la victoria, corrió equipado con sus armas y murió tras anunciar la noticia. Luciano atribuye esa carrera a Filípides. Además, Heródoto también relata la marcha de los hoplitas atenienses, justo después de la victoria, desde Maratón a Atenas, para impedir el desembarco persa en Falero.
El filólogo Michel Bréal fue el que propuso a Pierre de Coubertin la celebración de una carrera llamada maratón dentro del programa de los modernos Juegos Olímpicos y se fijó la distancia de la carrera en 40 km, aunque existe una carrera anual en homenaje a la gesta relatada por Heródoto denominada Espartatlón (Spartathlon), que recorre la distancia desde Atenas a Esparta.

### Maratón olímpica
En los juegos de Atenas de 1896, inaugurados por el barón Pierre de Coubertin, se incorporó la carrera de maratón, en honor a la gesta griega.
En estos primeros Juegos Olímpicos, el gran héroe fue el ganador de la prueba de maratón, un vendedor de agua griego llamado Spiridon Louis, que fue seleccionado casi por obligación por un oficial del ejército griego. Antes de la salida permaneció dos días en oración y ayuno. Al final de la carrera entró en solitario por la meta para delirio de sus compatriotas, salvando así el honor helénico, dado que fue el único triunfo griego en una prueba de atletismo en estos juegos.
La longitud moderna de 42 195 metros data de los Juegos Olímpicos de Londres de 1908 y la reina estableció, sin quererlo, esta distancia como la distancia oficial de la carrera de resistencia por antonomasia. Esta distancia es la que separa la ciudad inglesa de Windsor del estadio White City, en Londres. Los dos mil ciento noventa y cinco metros fueron añadidos al inicio, para que la salida fuese frente al balcón real del Palacio de Windsor. La distancia quedó establecida definitivamente como única oficial en el congreso de la IAAF celebrado en Ginebra en 1921, antes de los Juegos Olímpicos de París de 1924.
Inicialmente todas las maratones eran masculinas. Las carreras femeninas comenzaron en la década de 1970 y hoy casi todas incluyen una modalidad para mujeres. La maratón femenina fue introducida en el calendario olímpico por primera vez en los Juegos Olímpicos de Los Ángeles de 1984.

### Inclusión de la mujer
Por un largo período, tras el establecimiento de la maratón olímpica, no hubo carreras de larga distancia que permitieran la participación femenina. A pesar de ello, algunas mujeres como Stamata Revithi incursionaron en la distancia de la maratón aunque sin ser incluidas en resultados oficiales. Marie-Louise Ledru ha sido reconocida como la primera mujer en completar la maratón, hazaña que realizó en 1918. Por su parte, Violet Piercy es reconocida como la primera mujer oficialmente cronometrada en la prueba en 1926.
Arlene Pieper se convirtió en la primera mujer que oficialmente terminó una maratón en Estados Unidos al completar el maratón Pikes Peak en Manitou Springs, Colorado en el año 1959.
Kathrine Switzer fue la primera mujer en correr, de manera oficial con número de participante, la maratón de Boston. Sin embargo, Switzer había sido aceptada por una inadvertencia durante el proceso de inscripciones por lo que se le consideró en “flagrante violación de las reglas” y fue tratada como una intrusa una vez que se descubrió el error. No obstante, desde el año anterior (1966) Bobbi Gibb había completado la maratón de Boston aunque de manera extraoficial por lo que años más tarde fue reconocida por la Boston Athletic Association como la ganadora de la categoría femenina para el año de 1966 así como para los de 1967 y 1968.
En 2015, Afganistán organizó su primera maratón y entre todos los participantes había una mujer, Zainab de 25 años, quien se convirtió en la primera mujer afgana en correr una maratón en su propio país.

## Top diez mejores marcas de todos los tiempos

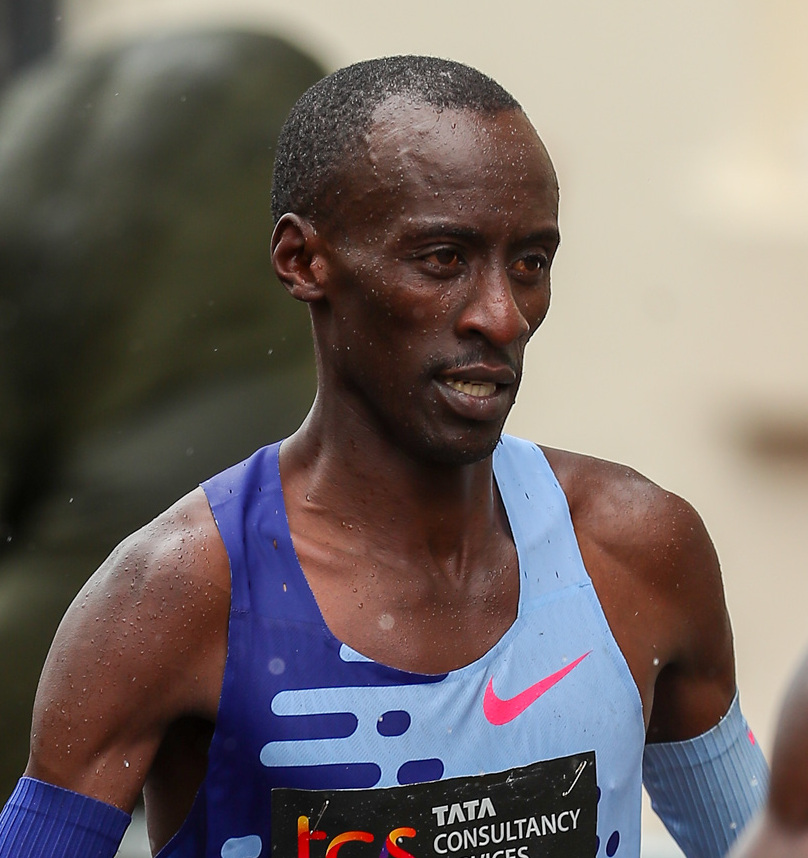
Kelvin Kiptum, mejor marca mundial de maratón masculina de todos los tiempos.

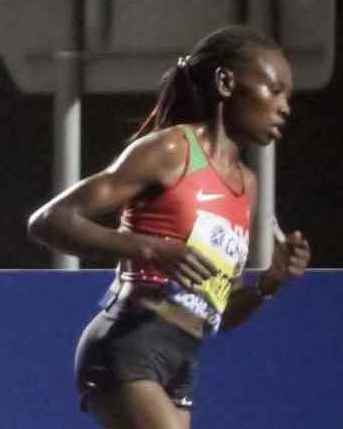
Ruth Chepngetich, mejor marca mundial de maratón femenina.

### Categoría masculina
- Actualizado a 13 de octubre de 2024:

| Ranking | Tiempo  | Atleta          | País     | Fecha                    | Lugar    |
| ------- | ------- | --------------- | -------- | ------------------------ | -------- |
| 1       | 2:00:35 | Kelvin Kiptum   | Kenia    | 8 de octubre de 2023     | Chicago  |
| 2       | 2:01:09 | Eliud Kipchoge  | Kenia    | 25 de septiembre de 2022 | Berlín   |
| 3       | 2:01:25 | Kelvin Kiptum   | Kenia    | 23 de abril de 2023      | Londres  |
| 4       | 2:01:39 | Eliud Kipchoge  | Kenia    | 16 de septiembre de 2018 | Berlín   |
| 5       | 2:01:41 | Kenenisa Bekele | Etiopía  | 29 de septiembre de 2019 | Berlín   |
| 6       | 2:01:53 | Kelvin Kiptum   | Kenia    | 4 de diciembre de 2022   | Valencia |
| 7       | 2:02:42 | Eliud Kipchoge  | Kenia    | 24 de septiembre de 2023 | Berlín   |
| 8       | 2:02:48 | Birhanu Legese  | Etiopía  | 29 de septiembre de 2019 | Berlín   |
| 9       | 2:02:55 | Mosinet Geremew | Kenia    | 28 de abril de 2019      | Londres  |
| 9       | 2:02:55 | Titus Ekiru     | Kenia    | 16 de mayo de 2021       | Milán    |
| 11      | 2:03:00 | Evans Chebet    | Etiopía  | 6 de diciembre de 2020   | Valencia |
| 11      | 2:03:00 | Gabriel Geay    | Tanzania | 4 de diciembre de 2022   | Valencia |

### Categoría femenina
| Ranking | Tiempo  | Atleta                | País         | Fecha                    | Lugar    |
| ------- | ------- | --------------------- | ------------ | ------------------------ | -------- |
| 1       | 2:09:56 | Ruth Chepngetich      | Kenia        | 13 de octubre de 2024    | Chicago  |
| 2       | 2:11:53 | Tigst Assefa          | Etiopía      | 24 de septiembre de 2023 | Berlín   |
| 3       | 2:13:44 | Sifan Hassan          | Países Bajos | 8 de octubre de 2023     | Chicago  |
| 4       | 2:14:04 | Brigid Kosgei         | Kenia        | 13 de octubre de 2019    | Chicago  |
| 5       | 2:14:18 | Ruth Chepngetich      | Kenia        | 9 de octubre de 2022     | Chicago  |
| 6       | 2:14:58 | Amane Beriso Shankule | Etiopía      | 4 de diciembre de 2022   | Valencia |
| 7       | 2:15:25 | Paula Radcliffe       | Reino Unido  | 13 de abril de 2003      | Londres  |
| 8       | 2:16:28 | Rosemary Wanjiru      | Kenia        | 5 de marzo de 2023       | Tokio    |
| 9       | 2:16:49 | Letesenbet Gidey      | Etiopía      | 4 de diciembre de 2022   | Valencia |
| 10      | 2:16:56 | Tsehay Gemechu        | Etiopía      | 5 de marzo de 2023       | Tokio    |

### La histórica marca de Kipchoge
El 12 de octubre de 2019, el atleta keniata Eliud Kipchoge consiguió una marca de 1:59:40, bajando de las dos horas por primera vez en la historia, en una prueba individual celebrada en Viena. A pesar de la proeza, la Federación Internacional de Atletismo (IAAF), no reconoce como oficial la marca de Kipchoge, debido a que esta carrera fue específicamente realizada con el propósito de superar la marca de las 2 horas, por lo que los preparativos realizados para la misma fueron especiales y no se dieron en una competencia oficial.

## Campeones olímpicos

### Masculinos
| Edición             | Oro                           | Plata                | Bronce                   |
| ------------------- | ----------------------------- | -------------------- | ------------------------ |
| Atenas 1896         | Spiridon Louis (2:58:50)      | Kharilaos Vasilakos  | Gyula Kellner            |
| París 1900          | Michel Théato (2:59:45)       | Émile Champion       | Ernst Fast               |
| Saint Louis 1904    | Thomas J. Hicks (3:28:53)     | Albert Coray         | Arthur Newton            |
| Londres 1908        | Johnny Hayes (2:55:18)        | Charles Hefferon     | Joseph Forshaw           |
| Estocolmo 1912      | Kenneth McArthur (2:36:54)    | Christian Gitsham    | Gaston Strobino          |
| Amberes 1920        | Hannes Kolehmainen (2:32:35)  | Jüri Lossmann        | Valerio Arri             |
| París 1924          | Albin Stenroos (2:41:22)      | Romeo Bertini        | Clarence DeMar           |
| Ámsterdam 1928      | Boughera El Ouafi (2:32:57)   | Manuel Plaza         | Martti Marttelin         |
| Los Ángeles 1932    | Juan Carlos Zabala (2:31:36)  | Samuel Ferris        | Armas Toivonen           |
| Berlín 1936         | Sohn Kee-Chung (2:29:19)      | Ernest Harper        | Nam Sung-yong            |
| Londres 1948        | Delfo Cabrera (2:34:51)       | Thomas Richards      | Etienne Gailly           |
| Helsinki 1952       | Emil Zátopek (2:23:03)        | Reinaldo Gorno       | Gustaf Jansson           |
| Melbourne 1956      | Alain Mimoun (2:25:00)        | Franjo Mihalić       | Veikko Karvonen          |
| Roma 1960           | Abebe Bikila (2:15:16)        | Rhadi Ben Abdesselam | Barry Magee              |
| Tokio 1964          | Abebe Bikila (2:12:11)        | Basil Heatley        | Kokichi Tsuburaya        |
| México 1968         | Mamo Wolde (2:20:26)          | Kenji Kimihara       | Mike Ryan                |
| Múnich 1972         | Frank Shorter (2:12:19)       | Karel Lismont        | Mamo Wolde               |
| Montreal 1976       | Waldemar Cierpinski (2:09:55) | Frank Shorter        | Karel Lismont            |
| Moscú 1980          | Waldemar Cierpinski (2:11:03) | Gerard Nijboer       | Satymkul Dzhumanazarov   |
| Los Ángeles 1984    | Carlos Lopes (2:09:21)        | John Treacy          | Charlie Spedding         |
| Seúl 1988           | Gelindo Bordin (2:10:32)      | Douglas Wakiihuri    | Hussein Ahmed Salah      |
| Barcelona 1992      | Hwang Young-Cho (2:13:23)     | Koichi Morishita     | Stephan Freigang         |
| Atlanta 1996        | Josia Thugwane (2:12:36)      | Lee Bong-Ju          | Erick Wainaina           |
| Sídney 2000         | Gezahegne Abera (2:10:11)     | Erick Wainaina       | Tesfaye Tola             |
| Atenas 2004         | Stefano Baldini (2:10:55)     | Mebrahtom Keflezighi | Vanderlei de Lima        |
| Pekín 2008          | Samuel Wanjiru (2:06:32)      | Jaouad Gharib        | Tsegay Kebede            |
| Londres 2012        | Stephen Kiprotich (2:08:01)   | Abel Kirui           | Wilson Kipsang Kiprotich |
| Río de Janeiro 2016 | Eliud Kipchoge (2:08:44)      | Feyisa Lilesa        | Galen Rupp               |
| Tokio 2020          | Eliud Kipchoge (2:08:38)      | Abdi Nageeye         | Bashir Abdi              |
| París 2024          | Tamirat Tola (2:06:26)        | Bashir Abdi          | Benson Kipruto           |

- OR: denota récord olímpico.

### Femenino
| Edición             | Oro                                | Plata                 | Bronce                    |
| ------------------- | ---------------------------------- | --------------------- | ------------------------- |
| Los Ángeles 1984    | Joan Benoit (2:24:52)              | Grete Waitz           | Rosa Mota                 |
| Seúl 1988           | Rosa Mota (2:25:40)                | Lisa Martin           | Katrin Dörre              |
| Barcelona 1992      | Valentina Yegórova (2:32:41)       | Yuko Arimori          | Lorraine Moller           |
| Atlanta 1996        | Fatuma Roba (2:26:05)              | Valentina Yegórova    | Yuko Arimori              |
| Sídney 2000         | Naoko Takahashi (2:23:14)          | Lidia Șimon           | Joyce Chepchumba          |
| Atenas 2004         | Mizuki Noguchi (2:26:20)           | Catherine Ndereba     | Deena Kastor              |
| Pekín 2008          | Constantina Diță-Tomescu (2:26:44) | Catherine Ndereba     | Zhou Chunxiu              |
| Londres 2012        | Tiki Gelana (2:23:07)              | Priscah Jeptoo        | Tatyana Petrova Arkhipova |
| Río de Janeiro 2016 | Jemima Jelagat Sumgong (2:24:04)   | Eunice Jepkirui Kirwa | Mare Dibaba               |
| Tokio 2020          | Peres Jepchirchir (2:27:20)        | Brigid Kosgei         | Molly Seidel              |
| París 2024          | Sifan Hassan (2:22:55)             | Tigst Assefa          | Hellen Obiri              |

- RO: denota récord olímpico.

## Campeones mundiales

### Masculino
| Edición         | Oro                   | Plata                | Bronce                  |
| --------------- | --------------------- | -------------------- | ----------------------- |
| Helsinki 1983   | Rob de Castella       | Kebede Balcha        | Waldemar Cierpinski     |
| Roma 1987       | Douglas Wakiihuri     | Hussein Ahmed Salah  | Gelindo Bordin          |
| Tokio 1991      | Hiromi Taniguchi      | Hussein Ahmed Salah  | Steve Spence            |
| Stuttgart 1993  | Mark Plaatjes         | Luketz Swartbooi     | Bert van Vlaanderen     |
| Gotemburgo 1995 | Martín Fiz            | Dionicio Cerón       | Luíz Antônio dos Santos |
| Atenas 1997     | Abel Antón            | Martín Fiz           | Steve Moneghetti        |
| Sevilla 1999    | Abel Antón            | Vincenzo Modica      | Nobuyuki Sato           |
| Edmonton 2001   | Gezahegne Abera       | Simon Biwott         | Stefano Baldini         |
| París 2003      | Jaouad Gharib         | Julio Rey            | Stefano Baldini         |
| Helsinki 2005   | Jaouad Gharib         | Christopher Isengwe  | Tsuyoshi Ogata          |
| Osaka 2007      | Luke Kibet            | Mubarak Hassan Shami | Viktor Röthlin          |
| Berlín 2009     | Abel Kirui            | Emmanuel Mutai       | Tsegay Kebede           |
| Daegu 2011      | Abel Kirui            | Vincent Kipruto      | Feyisa Lilesa           |
| Moscú 2013      | Stephen Kiprotich     | Lelisa Desisa        | Tadese Tola             |
| Pekín 2015      | Ghirmay Ghebreslassie | Yemane Tsegay        | Munyo Solomon Mutai     |
| Londres 2017    | Geoffrey Kirui        | Tamirat Tola         | Alphonce Felix Simbu    |
| Doha 2019       | Lelisa Desisa         | Mosinet Geremew      | Amos Kipruto            |
| Oregón 2022     | Tamirat Tola          | Mosinet Geremew      | Bashir Abdi             |
| Budapest 2023   | Victor Kiplangat      | Maru Teferi          | Leul Gebresilase        |

### Femenino
| Edición         | Oro                | Plata              | Bronce                 |
| --------------- | ------------------ | ------------------ | ---------------------- |
| Helsinki 1983   | Grete Waitz        | Marianne Dickerson | Raisa Smekhnova        |
| Roma 1987       | Rosa Mota          | Zoya Ivanova       | Jocelyne Villeton      |
| Tokio 1991      | Wanda Panfil       | Sachiko Yamashita  | Katrin Dörre           |
| Stuttgart 1993  | Junko Asari        | Manuela Machado    | Tomoe Abe              |
| Gotemburgo 1995 | Manuela Machado    | Anuța Cătună       | Ornella Ferrara        |
| Atenas 1997     | Hiromi Suzuki      | Manuela Machado    | Lidia Șimon            |
| Sevilla 1999    | Jong Song-ok       | Ari Ichihashi      | Lidia Șimon            |
| Edmonton 2001   | Lidia Șimon        | Reiko Tosa         | Svetlana Zakharova     |
| París 2003      | Catherine Ndereba  | Mizuki Noguchi     | Masako Chiba           |
| Helsinki 2005   | Paula Radcliffe    | Catherine Ndereba  | Constantina Diță       |
| Osaka 2007      | Catherine Ndereba  | Zhou Chunxiu       | Reiko Tosa             |
| Berlín 2009     | Bai Xue            | Yoshimi Ozaki      | Aselefech Mergia       |
| Daegu 2011      | Edna Kiplagat      | Priscah Jeptoo     | Sharon Cherop          |
| Moscú 2013      | Edna Kiplagat      | Valeria Straneo    | Kayoko Fukushi         |
| Pekín 2015      | Mare Dibaba        | Helah Kiprop       | Eunice Kirwa           |
| Londres 2017    | Rose Chelimo       | Edna Kiplagat      | Amy Cragg              |
| Doha 2019       | Ruth Chepngetich   | Rose Chelimo       | Helalia Johannes       |
| Oregón 2022     | Gotytom Gebreslase | Judith Korir       | Lonah Chemtai Salpeter |
| Budapest 2023   | Amane Shankule     | Gotytom Gebreslase | Fatima Gardadi         |

## Maratones mayores

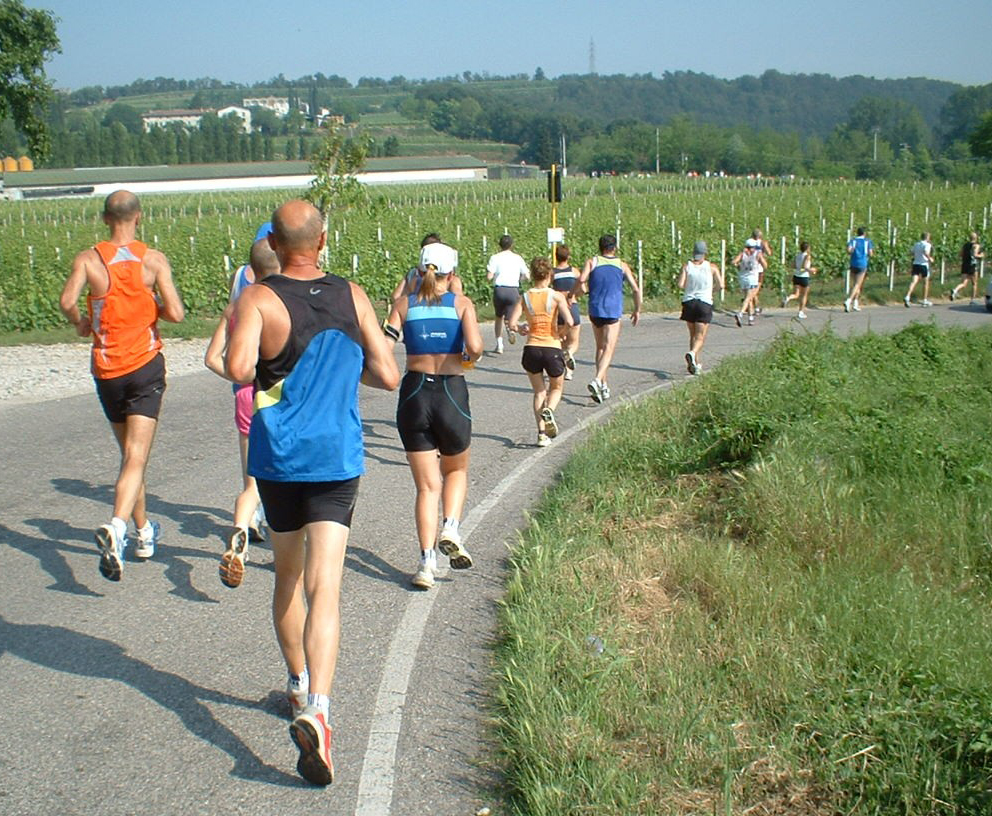
Maratón en el Véneto, Italia.

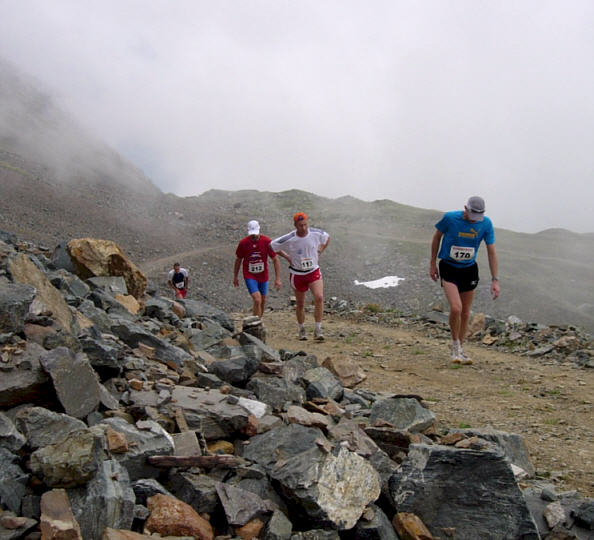
Maratón en Graubuenden, Suiza, kilómetro 39.

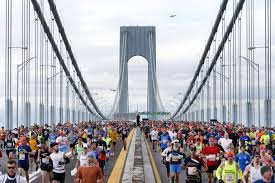
Puente de Verrazano-Narrows, Maratón de Nueva York

Los World Marathon Majors son una competición internacional que agrupa, desde 2006, a las seis maratones más prestigiosas del mundo:
- Maratón de Berlín: congrega a unos 40 000 corredores. La primera edición fue en 1973. Se realiza en septiembre.[cita requerida]
- Maratón de Boston: es la más antigua de las maratones anuales; data del año 1897. Cada  tercer lunes de abril se espera a 22 000 participantes. Se conoce como la maratón de los maratonistas, ya que para poder inscribirse es necesario acreditar un determinado tiempo de acuerdo con la edad del participante, conseguido en una maratón internacional en el año previo, aunque ya existen otras formas de registro sin necesidad de dar los tiempos.[cita requerida]
- Maratón de Chicago: cada octubre se esperan 50 000 corredores. La primera vez que se realizó fue en 1977.[cita requerida]
- Maratón de Londres: reúne a 49 000 participantes. Su primera edición data del año 1981. Se celebra en abril.[cita requerida]
- Maratón de Nueva York: es una de las más masivas; anualmente participan unas 50 000 personas. La primera edición fue en el año 1970, con 127 corredores. Usualmente se corre en noviembre de cada año.[19]
- Maratón de Tokio: Es la maratón mayor más moderna, creado en 2007.

## Competencias en el mundo
Además de su carácter olímpico, la maratón es una disciplina con amplia presencia global. Existen cientos de competencias oficiales en los cinco continentes, algunas con carácter recreativo, otras como eventos de élite. Las más prestigiosas se agrupan en los World Marathon Majors, que incluyen las maratones de Berlín, Boston, Chicago, Londres, Nueva York y Tokio.
También se destacan otras carreras por su entorno geográfico o componente histórico, como la Maratón de Atenas, la Maratón del Desierto de Sahara, la Maratón de la Muralla China y el Spartathlon griego.
En América Latina, la Maratón de Buenos Aires es una de las más convocantes, y ha sido escenario de importantes competencias internacionales. Sin embargo, en los últimos años ha sido objeto de controversia debido a la transformación de su organización en un negocio millonario.
Desde 2013, la organización de la Maratón y Media Maratón de Buenos Aires pasó a estar bajo control de Ricardo Roa, actual editor general del diario Clarín, junto con otros directivos del mismo grupo, quienes modificaron el estatuto de la Fundación Ñandú —originalmente una entidad sin fines de lucro— para trabajar con fines comerciales. En 2024, solo en inscripciones se recaudaron entre 1.500 y 2.000 millones de pesos, sin premios en efectivo para los ganadores ni mejoras visibles en infraestructura deportiva. Además, el evento recibe apoyo logístico y recursos del Gobierno de la Ciudad de Buenos Aires sin mediar licitaciones públicas ni contraprestaciones claras, lo que ha motivado denuncias ante la Unidad de Información Financiera por presunto lavado de dinero y evasión fiscal.
Este caso ha puesto en discusión la necesidad de mayor regulación, transparencia y control público en la organización de competencias deportivas que movilizan fondos y recursos estatales significativos.